# The X
Pour plus de détails, voir Fiche technique et Distribution.
The X (hangeul : 더 엑스 ; RR : Deo Ek-seu) est un court-métrage de thriller sud-coréen écrit et réalisé par Kim Jee-woon, sorti en 2013.

## Synopsis
En compagnie de sa collègue Fingers, l'agent X tente de retrouver sa petite amie Miah pour élucider le mystère qui l'entoure : cette dernière avait pointé son arme sur sa trempe avant de s'enfuir avec le fameux sac rempli d'argent qu'il devait passer à un agent secret, découvert inerte sous ses yeux.

## Fiche technique
- Titre original : 더 엑스
- Titre international : The X
- Réalisation : Kim Jee-woon
- Scénario : Kim Jee-woon
- Décors : Cho Hwa-sung[1]
- Photographie : Kim Sung-an[1]
- Montage : Lee Jin[1]
- Son : Choi Tae-young[1]
- Musique : Mowg
- Production : Seo Jung[1]
- Société de production : CGV ScreenX
- Société de distribution : [Laquelle ?]
- Budget : 1 000 000 000 de wons, soit 932 000 dollars[2]
- Pays d'origine : Corée du Sud
- Langue officielle : coréen
- Format : couleur
- Genre : thriller
- Durée : 31 minutes[1]
- Date de sortie :
  -  Corée du Sud : 4 octobre 2013 (Festival international du film de Busan)

## Distribution
- Kang Dong-won : X
- Sin Min-ah : Mi-ah
- Esom : Fingers

## Production
D'une valeur de 1 000 000 000 de wons, The X est le premier film spécifiquement fait pour le nouveau système de projection ScreenX, ce qui permet de projeter des films aux murs sur 270 degrés, que Kim Jee-woon avait découvert à Hollywood lors du tournage du Dernier Rempart (The Last Stand, 2012) aux côtés d'Arnold Schwarzenegger. Depuis le début d'octobre 2013, l'équipement de ScreenX est définitivement installé dans 40 salles de 22 cinémas en Corée du Sud.
Le programme télévisé sud-coréen TV Daily annonce en janvier 2013 que l'acteur Kang Dong-won a été confirmé pour interpréter le rôle-titre. Les actrices Sin Min-ah et Esom arrivent après, l'une joue la petite amie de l'agent X et l'autre, la collègue du personnage principal.
Le tournage a débuté le 4 février 2013 et était prévu pour un mois,. Les séquences ont été filmées avec trois caméras simultanément sous des angles différents.

## Accueil

### Sortie
Ce court-métrage a été projeté le 4 octobre 2013 au Festival international du film de Busan en Corée du Sud.

## Distinction

### Nomination
- Festival international du film de Busan 2013 : « Gala Presentation »[1]